# R4 (Republica Moldova)
R4 este o șosea în partea central-estică a Republicii Moldova, cu o lungime de 32 km. Având un statut de drum republican, acesta leagă capitala Chișinău via Criuleni de granița cu Transnistria prin Dubăsari. În Trasnistria drumul este continuat de M4 până la Rîbnița.